# 入力フォーム最適化
入力フォーム最適化（にゅうりょくフォームさいてきか、英: Entry Form Optimization, EFO）とは、ウェブサイトの入力フォームの仕様やデザインを利用しやすく改善を行うことである。
入力フォームはECサイトや会員登録のためユーザの個人情報を入力する場合が多い。入力項目の多さ、仕様がわかりづらいという理由からストレスを感じ途中で入力をあきらめ離脱してしまう場合がかなりの割合で発生している。入力フォームを最適化することにより、途中離脱者が減り成約率（CVR）向上に直結する。